# Temelucha brevipetiolata
Temelucha brevipetiolata là một loài tò vò trong họ Ichneumonidae.